# Basketeers – A kosárcsapat
A Basketeers – A kosárcsapat (eredeti cím: Baskup – Tony Parker vagy The Basketeers) 2011-től 2012-ig futott francia televíziós 2D-s számítógépes animációs sport sorozat, amelynek írói Cyril Tysz és Sylvain Dos Santos, a zeneszerzője Cut Killer. A tévéfilmsorozat a Télé Images Kids, a Philippe Alessandri és a Giorgio Welter gyártásában készült. Műfaját tekintve sport, vígjáték, kaland és akció. Franciaországban az M6 vetítette, míg Magyarországon a Megamax sugározta. 2025. január 22-én a Kölyökklub is bemutatta. A 2. évadot új szinkronnal 2025. február 10-én mutatta be (hivatalosan március 2-án mutatták be).

## Ismertető
Szeretne mindenki profi játékossá válni. A játékosoknak szerencsés a helyzetük. A kosárlabda trükkjeit Tony Parker mutatja be, felkészíti a játékosokat és kiváló kosarast farag mindannyiukból. Az utcai kosárlabda bajnokságot képesekké válnak megnyerni.

## Szereplők
- Tony – Fiú, aki nagy edző. Sztárjátékos volt mikor játszott.
- Rudy – Fiú, aki a csapat kapitánya, és jól megtanul a közösségben játszani, hogy a csapatban győzzön. Teljesen bele van zúgva Stellába.
- Mia – Barna hajú, fekete szemű, sötét bőrű lány a csapatban. A lányok közül a legnagyobb a csapatban, kreatív sportoló.
- Mike – Fiú, aki nagy játékos, de félénk és ügyetlen.
- Leo – Fiú, aki kicsi és nagyon gyors játékos, tréfacsináló és hiperaktív. Stella testvére.
- Stella – Szőke, kék szemű kislány, az egyik kosárlabda játékos, aki az egyik legkisebbik játékos a csapatban. Leo testvére és tetszik neki Rudy.

## Szereposztás
| Szereplő    | Francia hang | Angol hang | Magyar hang (Megamax, BTI Stúdió)             | Magyar hang (RTL, 2.évad) |
| ----------- | ------------ | ---------- | --------------------------------------------- | ------------------------- |
| Tony Parker |              |            | Csőre Gábor (1.évad) Kisfalusi Lehel (2.évad) | Kisfalusi Lehel           |
| Rudy        |              |            | Straub Norbert                                | Straub Norbert            |
| Mia         |              |            | Lamboni Anna                                  | Lamboni Anna              |
| Stella      |              |            | Pekár Adrienn                                 | Pekár Adrienn             |
| Mike        |              |            | Baráth István                                 | Baráth István             |
| Leo         |              |            | Ifj, Boldog Gábor                             | Ifj, Boldog Gábor         |

### Magyar változat (Megamax, összes rész)
A szinkront a Megamax megbízásából a Masterfilm Digital (1.évad), majd a BTI Stúdió (2.évad) készítette.
- Bemondó: Endrédi Máté (1.évad) Zahorán Adrienne (2.évad)
- Magyar szöveg: Pallinger Emőke (1.évad) Igarashiné Szabó Adrienn (2.évad)
- Rendezőasszisztens: Popa Kinga (2.évad)
- Hangmérnők és vágó: Tóth Imre
- Gyártásvezető: Derzsi Kovásc Éva (1.évad), Bárány Judit (2.évad)
- Szinkronrendező: Árvay Zsuzsa (1.évad), Talpas Iván (2.évad)

### Magyar változat (RTL, 2.évad)
A szinkront a RTL Magyarország megbízásából a MangaFan és a BalogMix stúdió készítette.
- Bemondó: Hám Bertalan
- Magyar szöveg: Pozsgay RIta
- Hangmérnők: Nikodém Norbert
- Vágó: Galgóczi Adrián
- Szinkronrendező: Oláh Péter
- Produkciós vezető: Balogh Gábor

## Epizódok

### 1. évad
1. Kezdődik a nagy kaland (Départ pour la grande aventure)
2. A Vencie csapdája (Le piège de Venice)
3. A Samedi ikrek (Les jumeaux samedi)
4. Darwin edzőcipője (Les baskets de Darwin)
5. Meglepetés Orlando-ban (La surprise d'Orlando)
6. Az alkony vámpírjai (Graines de championne)
7. Pok Ta Pok (Pok Ta Pok)
8. A megépített (Si tu le construis)
9. Az új bajnok (Les Vampires du Sunset)
10. Tomb Stone vadnyugati leszámolás (Basket à Ok Corral)
11. Jégkorszak Texas-ban (Coup de froid au Texas)
12. Je álma (Le rêve de Jay)
13. Az eltűnt busz (Le van a disparu)
14. Bizonyíték (Les incorruptibles)
15. Gonosz banda (Bad Panda)
16. A szenterdő (La forêt sacrée)
17. Elátkozott Leo (Léo le maudit)
18. A kockák titkos fegyvere (L'arme secrète des geeks)
19. Stella kapitány (Capitaine Stella)
20. A cowboyok visszatérnek (Le retour des Cowboyz)
21. A lelki ismeret szava (Cas de conscience)
22. A megátkozott labda (Maudit ballon)
23. Helyi sztárocskák (Stars locales)
24. Az új edző (OK coach)
25. Csúcs és Ász 1. rész (Toujours au top 1re partie)
26. Csúcs és Ász 2. rész (Toujours au top 2e partie)

### 2. évad
1. A New York-i pandák (5 Pandas a New York)
2. Kozmikus kosárlabda (Basket en orbite)
3. Viharos szerelem Bollywood-ban (Coup de tonnerre a Bollywood)
4. Felvétel indul! (Moteur action!)
5. Az elveszett maszk (Le masque a disparu)
6. A cserejátékos (La remplacante)
7. A piramis rejtélye (Le mystere de la pyramide)
8. A női erő (Girl Power)
9. Kung-fu kosárlabda (Kung-fu basket)
10. Viharjelzés! (Avis de tempete!)
11. A tehetség ajándéka (Pas de cadeal pour les high 5)
12. Barátok vagy ellenségek (Amis ou ennemis)
13. A múmia (La Momie)
14. A kozmosz visszatér (Le retour des kosmos)
15. A sztárok mérkőzése (Le match des stars)
16. A legnagyobb attrakció (Bêtes de scène)
17. Tony ott hagyja a csapatot! (Tony demissionne!)
18. Kozmikus kosárlabda (Basket en orbite)
19. Kettős játék (Présume coupable)
20. Ki kicsoda? (Qui est qui?)
21. A prófécia (La prophetie)
22. A hajótöröttek (Les naufrages)
23. Dubaj csodái (Les mjrages de Dubaj)
24. Nagy Mo (Big Mo)
25. Hézagos emlékek 1. rész (Trou de mémoire 1ère partie)
26. Hézagos emlékek 2. rész (Trou de mémoire 2ere partie)